# Nothocestrum

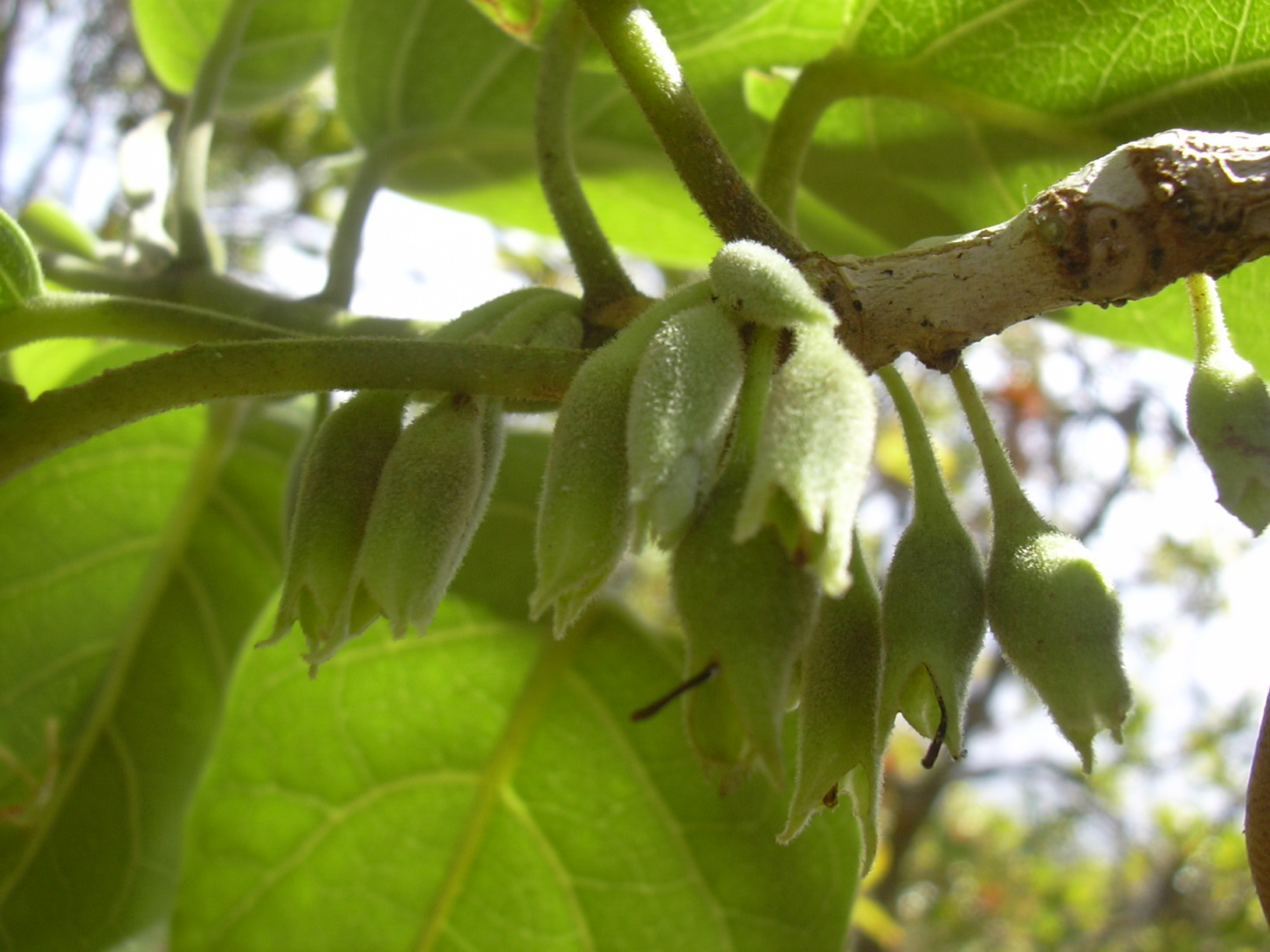
Ungeöffnete Blüten von Nothocestrum latifolium

Nothocestrum (auf Hawaiisch ʻAiea) ist eine aus fünf bis sechs Arten bestehende Gattung aus der Familie der Nachtschattengewächse. Die Gattung ist auf der Inselgruppe Hawaii endemisch.

## Beschreibung
Die Nothocestrum-Arten sind Sträucher oder Bäume mit bis zu 15 Metern Höhe, der Stammdurchmesser kann bis zu 15 cm erreichen. Das Holz ist weich und grün.
Die oft paarweise angeordneten Blätter sind lederig oder membranartig; eiförmig, eiförmig-elliptisch, eiförmig-länglich oder eiförmig-herzförmig; die Blattspitze ist zugespitzt, stumpf oder leicht gekerbt, die Basis ist gerundet oder selten schildartig; die Blatthälften sind zum Teil ungleich. Sie erreichen eine Größe von (2,5) 5 bis 10 (20) × (2) 5 bis 10 (12,5) cm. Die Blattstiele sind (2) 8 bis 20 (35) mm lang.
Die vierzähligen Blüten sind auffällig duftend; an Blütenstielen mit einer Länge von (3) 5 bis 8 (18) mm; einzeln stehend, selten in Gruppen von zwei bis drei oder an auffälligen Kurztrieben in Büscheln von bis zu zehn Blüten. Der glockenförmige, röhrenförmige oder fast urnenförmige Kelch ist 8 bis 12 (18) mm lang; filzig oder behaart; ungleich viergezähnt zwei-viergezähnt, vierlappig oder fast zweilappig. Die stieltellerförmige Krone ist grünlich, grünlich-gelb oder gelb, (8) 10 bis 13 (19) mm lang und mit vier eiförmigen Lappen versehen. Die silbrige äußere Epidermis ist zunächst mit gattungsspezifischen aufwärts gerichteten mehrzelligen, einfachen Trichomen versehen, die jedoch bald verschwinden. Die Blütenröhre ist nicht länger als der Kelch oder steht über den Kelch hinaus. Die vier Staubblätter befinden sich innerhalb der Blüte oder stehen teilweise heraus, die Antheren sind aufsitzend, dorsal fixiert und 2,8 bis 3,5 (4) mm lang.
Die Beeren sind rund und 6 bis 8 mm im Durchmesser, oder länglich-spindelförmig und 12 bis 20 mm lang, orange oder rötlich-orange. In einigen Arten sind sie im nicht oder leicht vergrößerten Kelch eingeschlossen. Sie enthalten nur wenige Samen, die gepresst nierenförmig und 2 bis 2,5 mm lang sind.

## Systematik
- Nothocestrum breviflorum A.Gray
- Nothocestrum latifolium A.Gray
- Nothocestrum longifolium A.Gray: Die Chromosomenzahl beträgt etwa 2n = 24.[1]
- Nothocestrum peltatum Skottsb.
- Nothocestrum subcordatum H.Mann